# Олива (село)
Оли́ва — село в Україні, у Іванківській селищній громаді Вишгородського району Київської області. Розташоване за 30 км від центру громади і за 25 км від залізничної станції Тетерів. Дворів — 201, населення становить 319 осіб. День села відзначається 21 листопада. Село належить до IV-ї зони посиленого радіоекологічного контролю.

## Історія

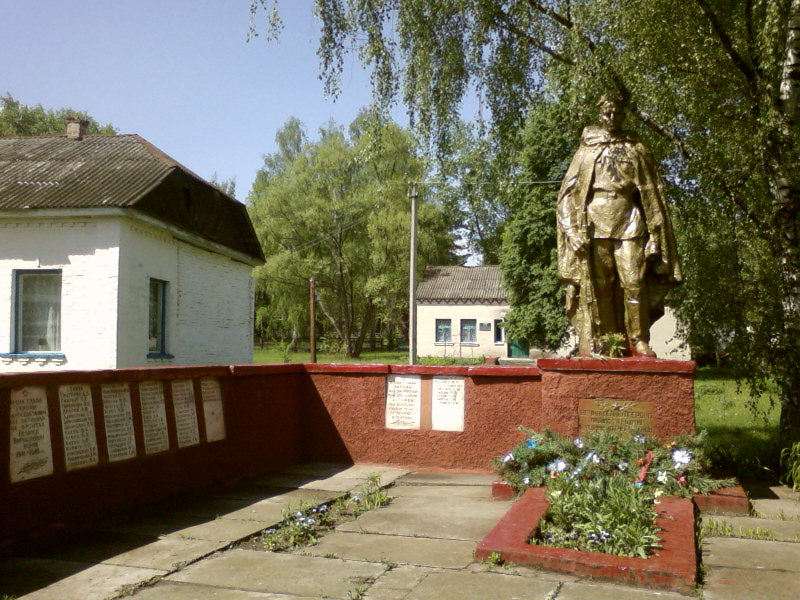
Братська могила воїнів Червоної армії, які загинули під час німецько-радянської війни

Перші згадки про село відносяться до XVII століття. Назва села походить від роду занять його мешканців — виготовлення оливи — олієподібної речовини, про що свідчить велика кількість дерев'яного вугілля і попелу, скупченого в окремих місцях. Із сусідніх сіл та навколишніх волостей безземельні селяни-орендарі оселялися в Оливі. Орендували землю і поляки, які переселялися з інших місць.
Село входило до Радомишльського повіту Київської губернії. В Сказаннях про населені місцевості Київської губернії, виданих у 1864 році, Лаврентій Похилевич писав:
| Олива, при струмку Жировець за 4-ри версти від Старовичів. Мешканців обох статей 86; землі 1716 десятин. Належить Камелії Іздебській[3]. |
7 (20) листопада 1917 року, відповідно до Третього Універсалу Української Центральної Ради, увійшло до складу Української Народної Республіки.
У грудні 1917 року в селі створено комнезам. У 1924 році в селі було побудовано і відкрито початкову школу на два класи — польський і український. Польський клас проіснував до 1928 року. У 1926 році в селі було організоване Товариство спільної обробки землі, ініціаторами створення якого стали Іван та Оксана Петренки.
1926 року було організовано СОЗ — товариство селян, які спільними силами обробляли землю.
У 1929-1930 роках почалась колективізація. Спочатку колгосп мав назву «імені Чубаря», а потім – «Зоря комунізму».

### Голодомор 1932-1933
Під час Голодомору 1932—1933 років багато мешканців села померли. За свідченнями очевидців достеменно вдалося встановити прізвища тільки 6 осіб, що загинули від голоду. На сьогодні в селі проживає 26 осіб, які пережили голод 1932—1933 років.
Мартиролог жителів с. Олива — жертв Голодомору 1932—1933 років укладений за свідченнями очевидців Фещенко С. П., 1926 р. н.; Даниленко П. В.,1923 р. н.; Ільницької Н. О., 1929 р. н., записаними у 2008 року Івашко Ю. М., завідувачкою клубу.
- Галіцький Кароль Герасимович;
- Грищенко Галина;
- Доценко Ольга Максимівна;
- Метлицька Вікторія;
- Мурга Олександра Миколаївна;
- Романенко Петро.

### Радянсько-німецька війна
У жовтні 1941 року село було окуповане німецькими військами. Частина мешканців села воювала в партизанському загоні. У листопаді 1943 року село було відвойоване радянськими військами. За мужність, виявлену на фронтах німецько-радянської війни, 80 жителів нагороджено орденами і медалями СРСР.
У 1949 році в селі відкрили школу, яка стала семирічною. У 1974 році її закрили. У 1954 році відбулося укрупнення колгоспу «Прогрес». До його складу увійшли землі сіл Захарівки і Старовичів. Колгосп мав 2,3 тисяч га сільськогосподарських угідь, з них 1,6 тисяч га орної землі. Колгосп проіснував до 2000 року. На його базі було утворене СТОВ «Смерека».
12 червня 2020 року, відповідно до розпорядження Кабінету Міністрів України № 715-р «Про визначення адміністративних центрів та затвердження територій територіальних громад Київської області», увійшло до складу Іванківської селищної територіальної громади.
19 липня 2020 року, в результаті адміністративно-територіальної реформи та ліквідації Іванківського району, село увійшло до складу новоутвореного Вишгородського району.

### Російське вторгнення в Україну (2022)
З кінця лютого до 1 квітня 2022 року під час російсько-української війни село було окуповане російськими військами. У 2023 році Агентство ООН у справах біженців (УВКБ ООН) здійснили капітальний ремонт в будинку культури.

## Сучасність
Нині основне заняття населення — ведення підсобного господарства.
У селі працюють клуб, бібліотека, фельдшерсько-акушерський пункт, три магазини, відділення зв'язку, державне агролісництво.